# Ne coupez pas !
Pour plus de détails, voir Fiche technique et Distribution.
Ne coupez pas ! (カメラを止めるな！, Kamera o tomeru na!) est une comédie horrifique japonaise écrite, réalisée et montée par Shin'ichirō Ueda (ja), sortie en 2017.
Le film suit une équipe qui décide de tourner un film de zombies en un seul plan-séquence dans un vieil entrepôt abandonné de la Seconde Guerre mondiale. La situation dégénère lorsqu'elle rencontre de véritables zombies qui les attaquent.

## Synopsis
Le film est composé de trois parties.

### Partie 1: le court métrage
Dans un grand bâtiment désaffecté, un zombie s'en prend à une jeune femme craintive. En réalité il s'agit du tournage d'un film de série Z, interrompu par un réalisateur autoritaire. Lors d'une pause, de véritables zombies apparaissent : ils sont le résultat d'une ancienne malédiction que le réalisateur a réveillée afin d'obtenir de ses acteurs l'émotion qu'il recherche. Tous sont finalement contaminés, à l’exception de la jeune femme, seule survivante.
Dans cette partie, tournée en un plan-séquence, les acteurs jouent de façon irrégulière, les trucages sont grossiers et bas de gamme, l’histoire est bancale, les raccords peuvent être incompréhensibles, la caméra tombe parfois par terre ou semble être mal stabilisée.

### Partie 2: la préparation du court métrage
Un mois auparavant, une productrice a proposé à Takayuki Higurashi, un réalisateur modeste et timoré, de réaliser un film de zombie intitulé « One Cut of the Dead », qui devra durer une demi-heure et être diffusé en direct à la télévision. Takayuki, ne se sentant pas à la hauteur, n'accepte que parce que sa fille Mao, qui rêve d'être une grande réalisatrice, admire l'acteur principal recruté pour le projet. La préparation est difficile en raison de la difficulté technique du tournage, mais aussi des demandes des différents acteurs.

### Partie 3: les coulisses du tournage diffusé en direct
Le jour du tournage, les acteurs qui devaient incarner le réalisateur et son assistante ont un accident. Takayuki lui-même joue donc le rôle du réalisateur, assumant à l'écran une personnalité exubérante alors que son caractère est plutôt réservé, et sa femme Harumi prend celui de son assistante, malgré son expérience d'actrice catastrophique.
La demi-heure du tournage est chaotique : de nombreux incidents obligent l'équipe à improviser en permanence, ce qui explique certaines étrangetés du court métrage vu au début. Tout se termine toutefois bien grâce à l'intervention de Mao, et la productrice se réjouit de la réussite du film.

## Fiche technique
Sauf indication contraire, les informations mentionnées dans cette section peuvent être confirmées par la base de données cinématographiques IMDb,  présente dans la section « Liens externes ».
- Titre original : カメラを止めるな！ (Kamera o tomeru na!?, littéralement « N'arrêtez pas la caméra ! »)
- Titre international : One Cut of the Dead
- Titre français : Ne coupez pas !
- Réalisation et scénario : Shin'ichirō Ueda
- Musique : Nobuhiro Suzuki et Kailu Nagai[1]
- Photographie : Tsuyoshi Sone[1]
- Montage : Shin'ichirō Ueda[1]
- Production : Koji Ichihashi[1]
- Société de production : Enbu Seminar[1]
- Sociétés de distribution : ENBU Seminar et Asmik Ace Entertainment (Japon) ; Les Films de Tokyo (France)
- Pays de production :  Japon
- Langue originale : japonais
- Genre : comédie horrifique
- Durée : 96 minutes
- Dates de sortie :
  - Japon : 4 novembre 2017 (Tokyo)[2] ; 23 juin 2018 (sortie nationale)[3]
  - Québec : 29 juillet 2018 (FanTasia)
  - Belgique : 26 octobre 2018 (Razor Reel Flanders Film Festival)
  - France : 18 octobre 2018 (Festival international du film de La Roche-sur-Yon)[4] ; 24 avril 2019 (sortie nationale)

## Distribution
- Takayuki Hamatsu : Takayuki Higurashi, le réalisateur
- Mao : Mao Higurashi
- Harumi Shuhama : Harumi Higurashi
- Yuzuki Akiyama : Aika Matsumoto
- Kazuaki Nagaya : Kazuaki Kamiya
- Manabu Hosoi : Manabu Hosoda
- Hiroshi Ichihara : Hiroshi Yamanouchi
- Shuntarō Yamazaki : Shunsuke Yamagoe
- Shin'ichirō Ōsawa : Shin'ichirō Furusawa
- Yoshiko Takehara : Yoshiko Sasahara

## Production
Pour un budget de 25 000 dollars soit 3 000 000 Yen,, le tournage a lieu en huit jours par des étudiants de l'école d'art dramatique Enbu Seminar de Tokyo.

## Accueil

### Sorties et festivals
Cette comédie sort préalablement en novembre 2017 dans une petite salle d'art et essai à Tokyo, où elle devait être diffusée seulement une semaine. Distribuée d'abord par l'école elle-même, elle devient un petit phénomène grâce au bouche-à-oreille. L'entreprise Asmik Ace Entertainment achète les droits de distribution et la diffuse dans près de 300 salles dans le pays avec toujours le même succès[réf. nécessaire].
La société Les Films de Tokyo, chargée de la distribution pour la France, annonce[Quand ?][réf. nécessaire] la sortie du film dans les salles françaises en version originale sous-titrée en français le 24 avril 2019.

### Box-office
Le film récolte plus de 26 millions de dollars au box-office japonais de 2018.

## Distinctions

### Récompenses
- Yubari Fantastic Fest, Japon 2018 : Prix du public
- Udine, Italie, 2018 : Prix du public
- Fantaspoa, Brésil, 2018 : Meilleur film
- NYAFF, États-Unis, 2018 : Prix du public
- Bifan, Canada, 2018 : Melies Meilleur film
- Fantasia, Corée du sud, 2018 : Mention spéciale
- LA Japan Film, États-Unis, 2018 : Meilleur film
- Motel X, Portugal, 2018 : Prix du public
- Fantastic Fest, États-Unis, 2018 : Prix de la mise en scène
- TOHorror Fest, Italie, 2018 : Prix du public
- Festival international du film de La Roche-sur-Yon, France, 2018 : Mention spéciale du jury Nouvelles Vagues[10]
- Festival du cinéma japonais contemporain Kinotayo 2018 (13e édition) : Soleil d'or[11]
- Vevey International Funny Film Festival 2018 : VIFFF d'or
- Festival international du film fantastique de Bruxelles (BIFFF) 2019: Prix du public

## Analyse
Conformément au stéréotype du genre, les personnages attaqués par les zombies deviennent zombies à leur tour. À l'issue d'une série de massacres et de transformations, seule l'actrice principale survit. C'est alors que se produit un basculement de la perspective narrative et stylistique : le spectateur découvre que le film de zombies est enchâssé dans un autre scénario. Celui-ci relate l'histoire du tournage, dans des conditions rocambolesques, par un metteur en scène médiocre entourés d'acteurs de second ordre, d'un film de zombies... De volontairement mauvais film d'horreur qu'il était dans sa première partie, Ne coupez pas ! devient, par cette mise en abyme, un film parodique et burlesque consacré au tournage des films d'horreur.

## Remake
En 2022, le réalisateur français Michel Hazanavicius sort un remake intitulé Coupez !, film d'ouverture de la 75e édition du Festival de Cannes.